# 国道280号

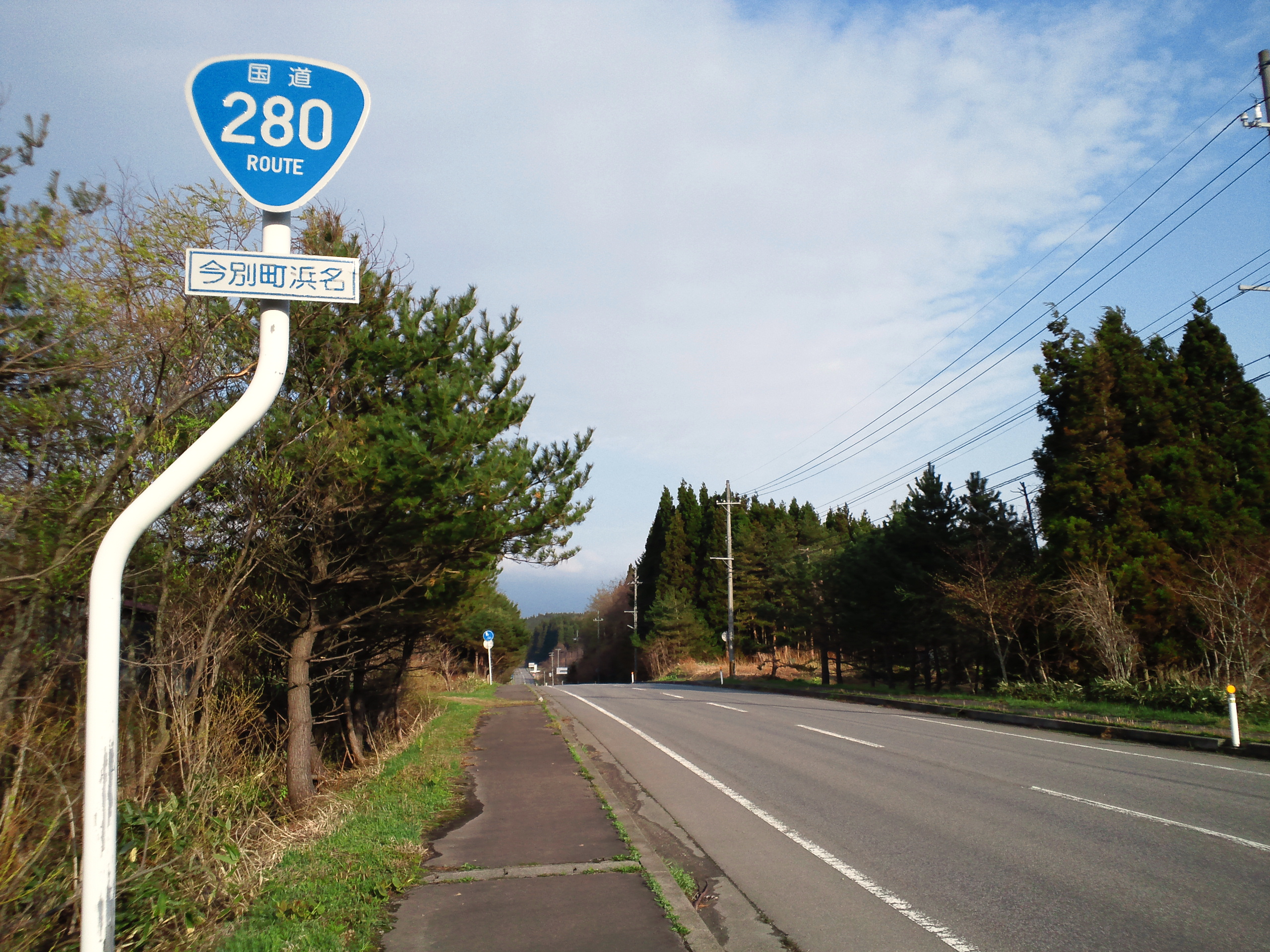
今別町浜名付近の今別バイパス（2013年5月）。

国道280号（こくどう280ごう）は、青森県青森市から北海道函館市に至る一般国道である。

## 概要
青森県青森市から三厩漁港がある東津軽郡外ヶ浜町でいったん途絶え、津軽海峡の海上区間によって北海道へ至り、北海道内は松前郡福島町から国道228号と重複して函館市に通じる。北海道には国道280号の単独区間が無いため、実延長区間は青森県だけにあり、国道280号の標識も青森県内のみに建つ。
海上区間である青森県東津軽郡外ヶ浜町（旧三厩村）の三厩港と北海道松前郡福島町の福島港間は、かつて三福航路（さんぷくこうろ）とよばれ、1937年（昭和12年）設立の青森商船株式会社により1965年（昭和40年）にフェリーが就航されていた。その後1967年（昭和42年）に東日本フェリーがこれを引き継ぎ、青函トンネルの建設資材運搬にも利用された。青函トンネルが開通以後は、三厩 - 福島間を結ぶフェリー航路の役目を果たしたことから1998年（平成10年）以降休止しており、就航再開のめどが立っていない。青森県東津軽郡外ヶ浜町と北海道松前郡福島町では、この航路を運航するフェリー会社を募集している。
また、道路トンネルとして青函第二トンネル構想がある。

### 路線データ
一般国道の路線を指定する政令に基づく起終点および重要な経過地は次のとおり。
- 起点：青森市（千刈1丁目、上古川交差点 = 国道7号交点）
- 終点：函館市（万代町176番、万代こ線橋交差点 = 国道5号交点・国道227号・国道228号起点）
- 重要な経過地：青森県東津軽郡蟹田町[注釈 2]、同郡三厩村[注釈 2]、北海道松前郡福島町、同道上磯郡木古内町、同郡上磯町[注釈 3]
- 総延長 : 189.6 km（北海道 88.7 km、青森県 100.8 km）重複区間、未供用延長（海上区間）を含む。[4][注釈 4]
- 重用延長 : 71.7 km（北海道 71.7 km、青森県 - km）[4][注釈 4]
- 未供用延長 : 17.0 km（北海道 17.0 km、青森県 - km）[4][注釈 4]
  - 未供用延長のうち海上区間 : 17.0 km（北海道 17.0 km、青森県 - km）[4][注釈 4]
- 実延長 : 100.8 km（北海道 - km、青森県 100.8 km）[4][注釈 4]
  - 現道 : 67.1 km（北海道 - km、青森県 67.1 km）[4][注釈 4]
  - 旧道 : 6.7 km（北海道 - km、青森県 6.7 km）[4][注釈 4]
  - 新道 : 26.9 km（北海道 - km、青森県 26.9 km）[4][注釈 4]
- 指定区間：国道228号・国道227号と重複する区間（北海道松前郡福島町福島 - 函館市・万代こ線橋交差点（終点））[5]

### 所管
- 青森県 県土整備部 青森県土整備事務所：単独区間
- 国土交通省北海道開発局函館開発建設部
  - 江差道路事務所：重複区間（松前郡福島町 - 上磯郡知内町）
  - 函館道路事務所：重複区間（上磯郡木古内町 - 函館市）

## 歴史
- 1970年（昭和45年）4月1日 - 一般国道280号（青森県青森市 - 北海道函館市）として指定。
- 1998年（平成10年） - 三福航路のフェリー休止。

## 路線状況
津軽半島北端の三厩港と北海道松前半島南部の福島港を結ぶ区間は、海上区間である。

### 別名
- 松前街道

### 重複区間
- 国道228号（北海道松前郡福島町福島 - 函館市万代町・万代跨線橋交差点（終点））
- 国道227号（北海道北斗市七重浜7丁目 - 函館市万代町・万代跨線橋交差点（終点））

### バイパス
- 内真部バイパス - 1993年開通
- 内真部 - 蓬田バイパス - 2002年開通
- 野田バイパス - 2001年開通
- 蓬田 - 蟹田バイパス - 2010年部分開通
- 今別バイパス - 1989年開通

### 道路施設

#### 道の駅
- 青森県
  - たいらだて（東津軽郡外ヶ浜町）
- 北海道
  - 渡島総合振興局
    - 横綱の里ふくしま（松前郡福島町、国道228号重複区間内）
    - しりうち（上磯郡知内町、国道228号重複区間内）

## 地理

### 通過する自治体
- 青森県
  - 青森市 - 東津軽郡蓬田村 - 東津軽郡外ヶ浜町 -東津軽郡今別町 - 東津軽郡外ヶ浜町
- 北海道
  - 渡島総合振興局
    - 松前郡福島町 - 上磯郡知内町 - 上磯郡木古内町 - 北斗市 - 函館市

### 交差する道路

#### 現道
青森県
青森市
- 国道7号 : 千刈1丁目（上古川交差点）（起点）
- 青森県道234号津軽新城停車場油川線 : 油川大浜（浪返交点）
- 青森県道26号青森五所川原線 : 油川大浜（大浜交点）
- 青森県道2号屏風山内真部線 : 清水浜元

東津軽郡外ヶ浜町
- 青森県道238号蟹田停車場線 : 蟹田
- 青森県道12号鰺ケ沢蟹田線 : 蟹田中師宮本（中師交点）
- 国道280号（蓬田 - 蟹田バイパス） : 蟹田石浜（事業中）
- 国道280号（野田バイパス） : 平舘野田山下
- 国道280号（野田バイパス） : 平舘石崎沢

東津軽郡今別町
- 国道280号（今別バイパス） : 山崎山元
- 青森県道14号今別蟹田線 : 今別今別（今別交点）

東津軽郡外ヶ浜町
- 国道280号（今別バイパス）・青森県道230号三厩停車場線 : 三厩東町
- 国道339号 : 三厩本町（三厩港付近）
（海上区間）

北海道
渡島総合振興局
松前郡福島町
- 国道228号 : 日向（福島港付近）

（国道228号、国道227号との重複区間は省略）
函館市
- 国道5号・北海道道571号五稜郭公園線 : 万代町（万代跨線橋、終点）

#### 内真部バイパス・内真部 - 蓬田バイパス・蓬田 - 蟹田バイパス
（蓬田 - 蟹田バイパスの一部区間は事業中）
青森県
青森市
- 国道7号 : 新城平岡（起点）
- 青森県道234号津軽新城停車場油川線 : 岡町藤戸
- 青森県道26号青森五所川原線 : 羽白池上
- 青森県道2号屏風山内真部線 : 清水浜元

東津軽郡外ヶ浜町
- 青森県道12号鰺ケ沢蟹田線 : 蟹田中師宮本（事業中）
- 国道280号（現道） : 蟹田石浜（終点）（事業中）

#### 今別バイパス
東津軽郡今別町
- 国道280号（現道） : 山崎山元（起点）
- 青森県道14号今別蟹田線 : 今別中沢

東津軽郡外ヶ浜町
- 国道280号（現道）・青森県道230号三厩停車場線 : 三厩東町（終点）